# Borden River
Borden River är ett vattendrag i Kanada.   Det ligger i provinsen Ontario, i den sydöstra delen av landet, 600 km väster om huvudstaden Ottawa. Borden River ligger vid sjön Nemegosenda Lake.
I omgivningarna runt Borden River växer i huvudsak blandskog. Trakten runt Borden River är nära nog obefolkad, med mindre än två invånare per kvadratkilometer.